# Philip Panov
Philip Tom Nils Panov, född 7 november 1984, är en svensk skådespelare. 

## TV
- 1999 – Eva & Adam (TV-serie) – Sebastian
- 2005 - Jullovsmorgon (2005-2006) – Oskar
- 2008 - Hotell Kantarell (tv-serie) – transportkillen
- 2008 - Trekant (tv-serie) – Micke
- 2009 - Wallander – Hämnden (tv-serie) – Sebastian
- 2011 - Anno 1790 (tv-serie) – Pontus
- 2021 – Sommaren med släkten (TV-serie)

## Filmografi, i urval
- 2002 – Love Boogie
- 2002 – Hundtricket
- 2004 - Bombay Dreams - Bilmekaniker
- 2008 - Rallybrudar - Jerry
- 2011 - Hur många lingon finns det i världen? - Janne
- 2012 - Johan Falk: Organizatsija Karayan
- 2013 – Kung Liljekonvalje av dungen
- 2014 – Äkta Människor (TV-serie) - Kund Hub Battle Land
- 2015 – Vårdgården (TV-serie) (gästroll)